# Masdevallia caudata
Masdevallia caudata är en orkidéart som beskrevs av John Lindley. Masdevallia caudata ingår i släktet Masdevallia och familjen orkidéer. Inga underarter finns listade i Catalogue of Life.

## Bildgalleri

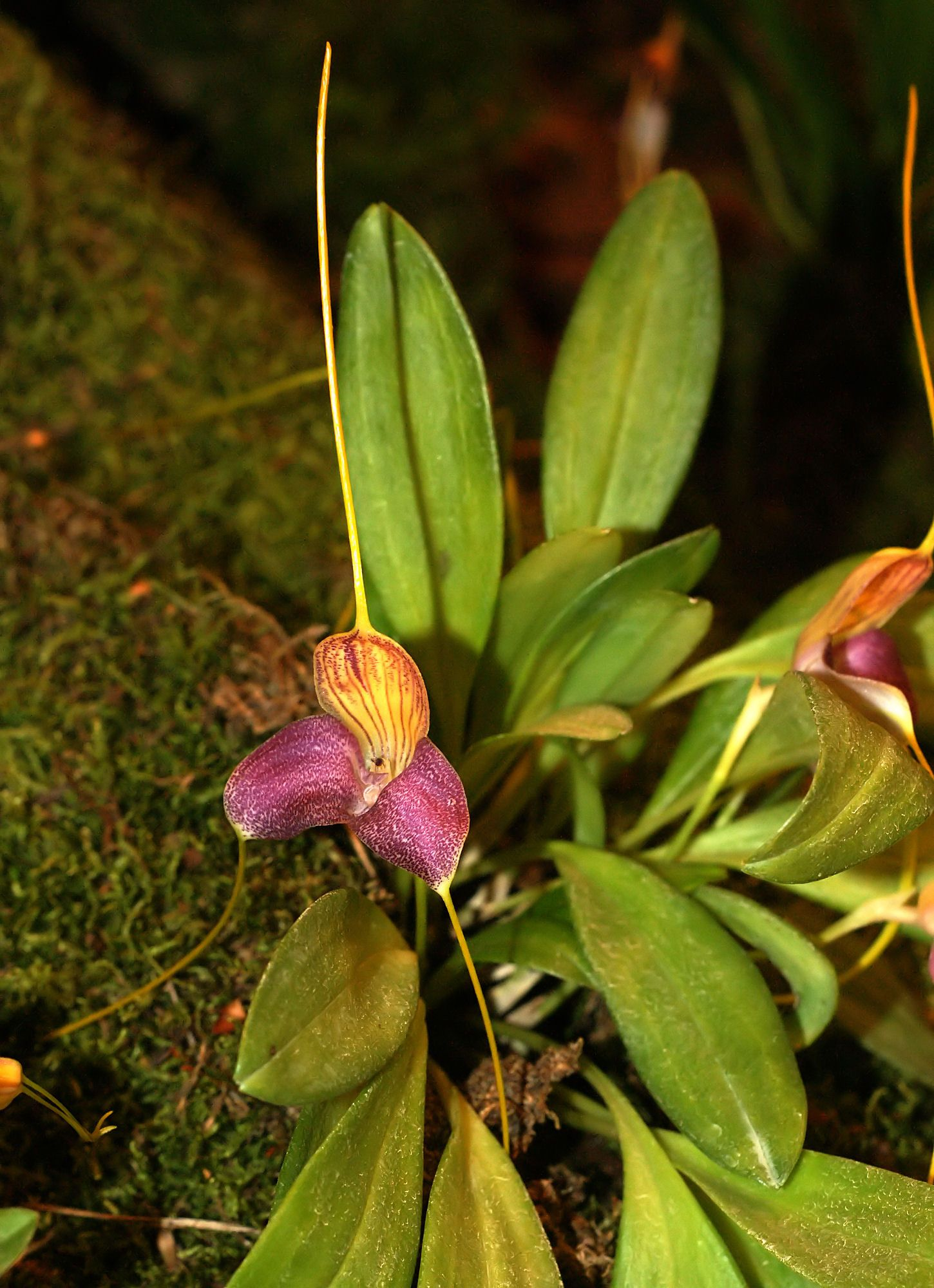
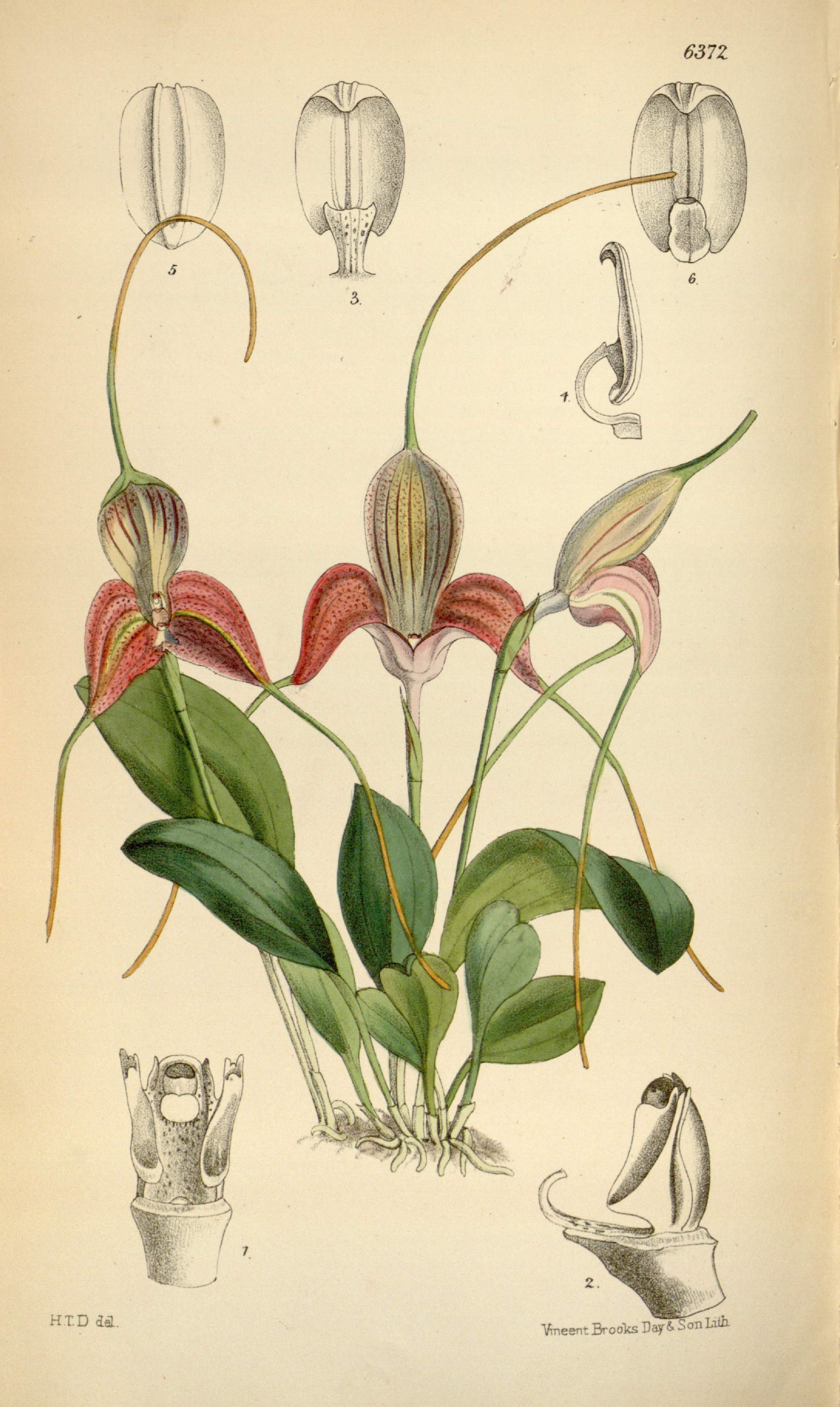
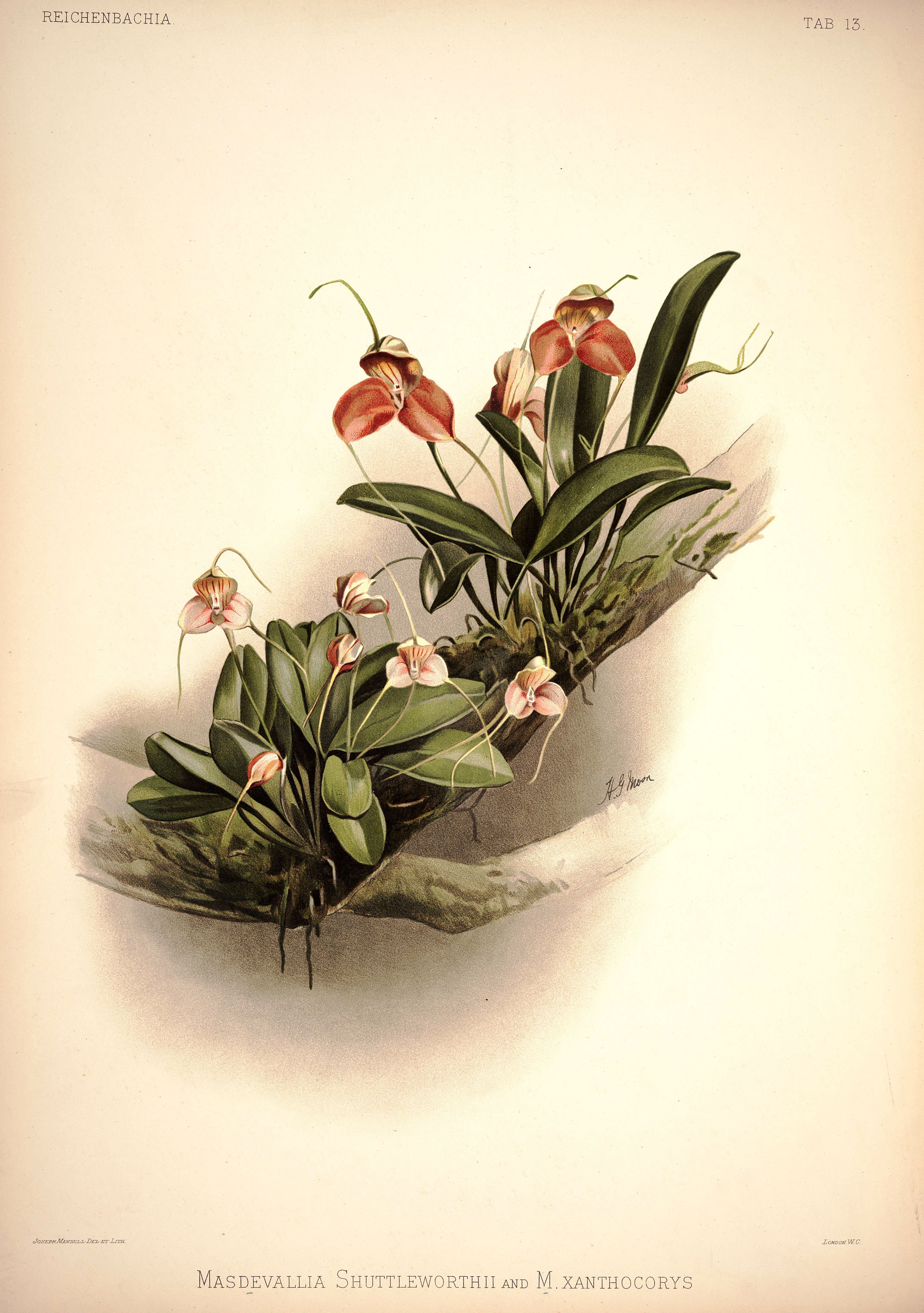
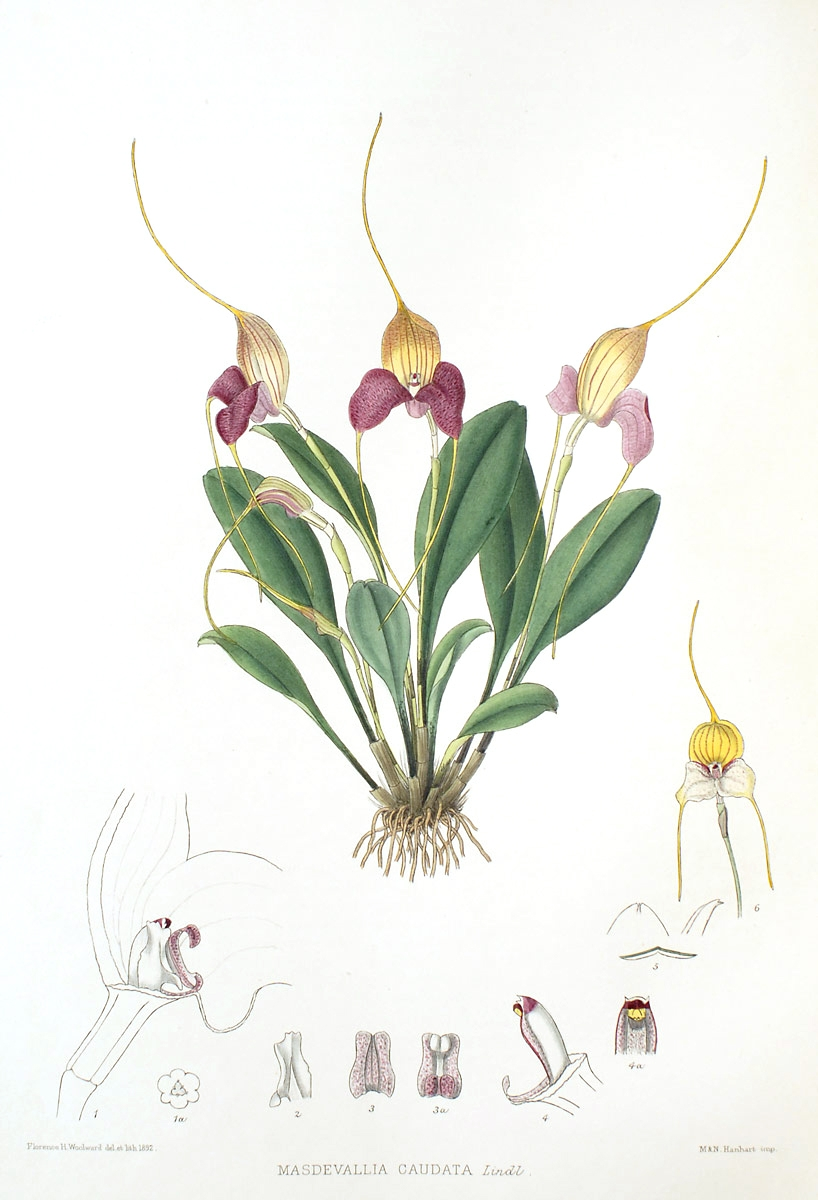